# Matthew Bates
Matthew David Bates (Stockton-on-Tees, 10 december 1986) is een Engels voormalig voetballer en huidig voetbalmanager. Hij speelde doorgaans als centrale verdediger en speelde tussen 2004 en 2018 voor Middlesbrough, Darlington, Ipswich Town, Norwich City, Bristol City, Bradford City en Hartlepool United. Deze laatste club stelde hem in 2018 aan als manager, waar hij datzelfde jaar ontslagen werd.

## Carrière
Bates startte zijn carrière in de jeugdopleiding van Middlesbrough. Hij won de FA Cup voor jeugd in het seizoen 2003/04. Hij promoveerde naar het eerste team en maakte zijn debuut op 6 december 2004, tegen Manchester City als invaller voor Jimmy Floyd Hasselbaink. Na een succesvolle verhuurperiode bij Darlington, werd Bates basisspeler onder de volgende manager Gareth Southgate. Het seizoen 2006/07 ging totaal verloren door een blessure, die hij in november 2006 opliep op huurbasis bij Ipswich Town. Nadat hij hersteld was, werd hij in januari 2008 voor twee maanden verhuurd aan Norwich City. Daar raakte hij ook geblesseerd, maar hij werd geopereerd en keerde terug bij Boro. Zijn eerste doelpunt voor Middlesbrough scoorde hij tegen Hull City op 11 april 2009.
Na de degradatie van Middlesbrough uit de Premier League, bleef Bates bij de club, ondanks dat er interesse was van verschillende clubs uitkomend in de Premier League. In plaats van een transfer koos de verdediger voor een nieuw driejarig contract. Op 25 juli raakte hij opnieuw geblesseerd aan zijn knie, wat hem weer het hele seizoen kostte. Het seizoen 2010/11 was een goede voor Bates. Hij werd vaker opgenomen in de basis en werd zelfs aanvoerder. Op 27 maart 2012 raakte hij echter voor de vierde keer geblesseerd aan zijn knie, wat hem voor zes maanden aan de kant hield. In november 2012 tekende Bates een contract bij Bristol City in de Football League Championship. Nog geen maand later besloot de verdediger toch niet het avontuur bij Bristol aan te gaan en het contract werd ontbonden. In de zomer van 2013 vond Bates in de naam van Bradford City een nieuwe werkgever. Een jaar later ging hij spelen voor Hartlepool United. Twee jaar na zijn komst verlengde de verdediger zijn verbintenis bij Hartlepool tot medio 2018.

## Trainerscarrière
In april 2017 werd manager Dave Jones ontslagen en Bates nam twee wedstrijden de honneurs waar. In februari 2018 werd de verdediger opnieuw aangesteld als interim-manager. Hij verloor zijn eerste twee wedstrijden, maar na drie overwinningen op rij werd hij verkozen tot Manager van de Maand in maart 2018. Na afloop van het seizoen 2017/18 werd Bates aangesteld als definitieve hoofdtrainer. Bates werd in november 2018 op straat gezet door zijn club na zes nederlagen op rij.